# Gertrud av Sachsen
Gertrud av Sachsen, eller Gertrud Billung, född 1030, död 4 augusti 1113, var grevinna Holland som gift med Floris I av Holland, och grevinna av Flandern som gift med greve Robert I av Flandern. Hon var Hollands regent som förmyndare för sin son Dirk V av Holland 1061-1067, och ställföreträdande regent i Flandern under makens frånvaro 1086-1091.

## Biografi
Gertrud var dotter till hertig Bernhard II av Sachsen och Eilika av Schweinfurt.

### Holland
Gertrud gifte sig första gången omkring 1050 med greve Floris I av Holland. Maken mördades 1061. Gertrud blev då regent, eftersom makens efterträdare, sonen Dirk, ännu var omyndig. Hennes regering hotades av biskop Vilhelm I av Utrecht, som ockuperade en del av landet.

### Flandern
År 1063 gifte hon sig med greve Robert I av Flandern för att få honom som bundsförvant och stöd för sin regering. Robert ingick då i hennes sons förmyndarregering och blev hennes samregent. Hon blev under sitt andra äktenskap mor till Adele av Flandern. Under makens pilgrimsresa till Jerusalem 1086-91 var Gertrud hans regent i Flandern.
Gertrud begravdes i Flandern.